# دموخ-گلینکی
دموخ-گلینکی (به لهستانی:  Dmochy-Glinki) یک روستا در لهستان است که در گمینا چژو واقع شده‌است.